# Carlos Recondo
Carlos Recondo Lavanderos (n. 27 de abril de 1954) es un médico veterinario y político chileno, perteneciente a la Unión Demócrata Independiente (UDI). Fue miembro del Consejo regional de Los Lagos (2014-2016), y anteriormente diputado por el distrito N.º 56 (1990-1994; 1998-2014).

## Biografía

### Estudios
Realizó sus estudios secundarios en el Colegio San Javier de Puerto Montt y Colegio Alianza Francesa de Osorno. Más adelante, ingresó a la Universidad Austral de Chile (Valdivia) titulándose de médico veterinario. Posteriormente, cursó un Master en Business Administration (MBA) en la misma universidad.
En el ámbito laboral, desarrolló su profesión en el Instituto de Desarrollo Agropecuario (Indap) de Puerto Montt, donde estuvo dos años. Luego fue jefe del Indap en la localidad de Los Muermos.

### Vida privada
Está casado con Samira Said, junto a quien tiene tres hijos: Carlos Eduardo, Rosario Andrea y Consuelo Loreto.

## Carrera política
En 1972, se inició en política al participar activamente en el movimiento gremialista y en la Confederación de la Democracia (CODE), hasta 1973. Ambas organizaciones eran opositoras al gobierno de Salvador Allende.
En mayo de 1986, designado alcalde de Los Muermos, cargo en el que estuvo hasta 1989.
Miembro del Partido Unión Demócrata Independiente (UDI) y entre 1990 y 1992, fue presidente regional de la colectividad. Este mismo cargo lo volvió a asumir entre 1998 y 2002.
En diciembre de 1989, fue elegido diputado por el Distrito N.° 56, correspondiente a las comunas de Fresia, Frutillar, Llanquihue, Los Muermos, Purranque, Puerto Octal, Puerto Varas, Puyehue y Río Negro, en la Región de Los Lagos, periodo 1990-1994. Integró las comisiones permanentes de Agricultura, Desarrollo Rural y Marítimo; y de Economía, Fomento y Desarrollo.
Perdió la reelección para el período siguiente, a manos del RN Harry Jurgensen Caesar, en 1993, pero volvió a ser elegido en el cargo en comicios de 1997. Durante el período legislativo 1998- 2002, integró las comisiones permanentes de Agricultura, Silvicultura y Pesca; y de Economía, Fomento y Desarrollo.
En diciembre de 2001, fue reelegido Diputado por el Distrito N.° 56, periodo legislativo 2002 a 2006. Integró las comisiones permanentes de Agricultura, Silvicultura y Desarrollo Rural; y de Pesca, Acuicultura e Intereses Marítimos. Junto con las comisiones investigadoras sobre Derechos de los Trabajadores; y sobre la Tala Ilegal del Alerce. Además de la Comisión Especial para el Desarrollo del Turismo, la que presidió.
En diciembre de 2005, mantuvo su escaño en la Cámara por el mismo distrito, periodo legislativo 2006-2010. Integró las comisiones permanentes de Conducta Parlamentaria; de Trabajo y Seguridad Social; y de Pesca, Acuicultura e Intereses Marítimos. Además, presidió la Comisión Especial de Turismo y participó de las comisiones investigadoras sobre Casinos de Juego; y sobre accionar de la Dirección del Trabajo.
Ha integrado los grupos interparlamentarios chileno - británico; chileno - búlgaro; chileno - francés; chileno - suizo y chileno - noruego.
En diciembre de 2009, logró una nueva reelección en representación de la UDI por el Distrito N.° 56, periodo legislativo 2010 a 2014. Fue integrante de las comisiones permanentes de Ética y Transparencia; de Pesca, Acuicultura e Intereses Marítimos; y de Hacienda. Junto con las comisiones especiales de Turismo, la que también presidio. Formó parte del comité parlamentario de la Unión Demócrata Independiente.
Ejerció como Primer Vicepresidente de la Cámara de Diputados desde el 20 de marzo de 2012 a marzo de 2013, durante la presidencia del Diputado Nicolás Monckeberg Díaz.
Fue precandidato a senador en la Primarias internas de la Unión Demócrata Independiente por la 17.ª Circunscripción, hasta mayo de 2013, cuando el proceso de primarias al Parlamento fue descartado por su partido. 
En agosto del mismo año, aceptó el desafío de postular al Consejo regional por la Provincia de Llanquihue, resultando electo con la primera mayoría, al obtener un 16,54% de los votos. Si bien su mandato concluía en 2018, renunció anticipadamente su cargo en julio de 2016 para poder postular como candidato de Chile Vamos a la alcaldía de Puerto Varas en las elecciones de octubre del mismo año. Fue reemplazado en el Consejo Regional por su compañero de lista Jorge Moreno.
En las elecciones municipales obtuvo 2.282 votos, equivalentes al 15.08%, quedando en tercer lugar detrás de Iván Leonhardt y el electo Ramón Bahamonde.
En marzo de 2018 fue designado como Director nacional del Instituto de Desarrollo Agropecuario (INDAP), en el marco del segundo gobierno de Sebastián Piñera.

## Historial electoral

### Elecciones parlamentarias de 1989
- Elecciones parlamentarias de 1989 a Diputado por el distrito 56 (Fresia, Frutillar, Llanquihue, Los Muermos, Puerto Octay, Puerto Varas, Puyehue, Purranque, Río Negro)

### Elecciones parlamentarias de 1993
- Elecciones parlamentarias de 1993 a Diputado por el distrito 56 (Fresia, Frutillar, Llanquihue, Los Muermos, Puerto Octay, Puerto Varas, Puyehue, Purranque, Río Negro)

### Elecciones parlamentarias de 1997
- Elecciones parlamentarias de 1997 a Diputado por el distrito 56 (Fresia, Frutillar, Llanquihue, Los Muermos, Puerto Octay, Puerto Varas, Purranque, Puyehue y Río Negro)[6]

### Elecciones parlamentarias de 2001
- Elecciones parlamentarias de 2001 a Diputado por el distrito 56 (Fresia, Frutillar, Llanquihue, Los Muermos, Puerto Octay, Puerto Varas, Purranque, Puyehue y Río Negro)[7]

### Elecciones parlamentarias de 2005
- Elecciones parlamentarias de 2005 a Diputado por el distrito 56 (Fresia, Frutillar, Llanquihue, Los Muermos, Puerto Octay, Puerto Varas, Purranque, Puyehue y Río Negro)[8]

### Elecciones parlamentarias de 2009
- Elecciones parlamentarias de 2009 a Diputado por el distrito 56 (Fresia, Frutillar, Llanquihue, Los Muermos, Puerto Octay, Puerto Varas, Purranque, Puyehue y Río Negro)[9]